# Bernhard Kohout-Berghammer
Bernhard Kohout-Berghammer OCist (* als Rudolf Maria Kohout am 1. Juli 1930 in Vöcklabruck, Österreich; † am 6. Januar 2017 in Kirchdorf an der Krems) war ein österreichischer römisch-katholischer Ordenspriester. Er war von 1983 bis 1998 Abt des Stiftes Schlierbach.

## Leben
Rudolf Maria Kohout und seine beiden Geschwister wurden 1946 nach dem Tod ihrer Eltern durch das Ehepaar Berghammer aus Thalheim adoptiert. 1945 vom Volkssturm zurückgekehrt, maturierte er 1949 am Stiftsgymnasium Kremsmünster, um an der Hochschule Linz Theologie zu studieren. Unmittelbar nach seiner Priesterweihe am 29. Juni 1953, trat er am 15. August 1953 in das Stift Schlierbach ein, wo er den Ordensnamen Bernhard erhielt, der an Bernhard von Clairvaux erinnert. Nach seiner einfachen Profess am 15. August 1954 folgten theologische Studien in Rom und das Lehramtsstudium an der Universität Innsbruck. Von 1959 bis 1991 lehrte Kohout-Berghammer am Gymnasium der Abtei Schlierbach Latein und Griechisch, von 1979 bis 1983 wirkte er in der Pfarre Schlierbach.
Am 19. Mai 1983 wählte der Konvent von Stift Schlierbach Bernhard Kohout-Berghammer zu ihrem Abt. Die Abtsbenediktion empfing er am 5. Juli 1983 durch den Bischof von Linz, Maximilian Aichern. Seine Amtszeit widmete er der inneren und äußeren Revitalisierung des Klosters sowie dem Bau der Schaukäserei.
Von einer Krankheit geschwächt, reichte er Ende Juli 1998 den Rücktritt ein. Vor seinem Wirken als Seelsorger bei den Franziskanerinnen in Vöcklabruck (2001–2013), war er Spiritual im neu gegründeten Kloster Helfta. Kohout-Berghammer starb am 6. Januar 2017 im Krankenhaus von Kirchdorf und wurde in der Gruft des Klosters beigesetzt.
Neben seiner Tätigkeit als Exerzitienleiter übersetzte und kommentierte Kohout-Berghammer Texte der Ordensväter des Zisterzienserordens.

## Auszeichnungen
- Oberstudienrat (1985)
- Silbernes Ehrenzeichen des Landes Oberösterreich (1997)[2]
- Ehrenring der Gemeinde Schlierbach (1999)

## Veröffentlichungen (Auswahl)
- mit Wolfgang Buchmüller: Predigten. Isaak von Stella (= Fontes Christiani. Nr. 52). Herder, Freiburg / Basel / Wien 2012, ISBN 978-3-451-30961-8.